# 返情
返情是畜牧学的术语，指动物配种失败而导致非流产引起的再次发情。
在生产实践中，常使用返情率、配种怀孕率（配种受胎率）、非生产天数等指标来计算动物返情造成的损失。

## 返情的原因

### 受精失败
- 配种时机没有掌握好
- 精液品质不良，存在较多死精、畸形
- 卫生环境不好
- 母畜排卵较迟或不排卵
- 母畜子宫炎
- 交配过程出现问题，没有成功进行配种

### 胚胎着床失败
- 气温过高或母畜发烧
- 管理性应激
- 母畜患有子宫炎
- 胚胎数少。有研究表明，猪胚胎数少于4枚时，可能会出现妊娠中止。

## 猪的返情
一般猪的发情周期为18～24天。如果出现返情，一般可以在下一个情期（18～24天后）观察到发情表现。